# Mil Mi-17
El Mil Mi-17 (en rus: Ми-17, designació OTAN: Hip) és el model d'exportació del Mil Mi-8M,. El Mil-Mi-17 és un helicòpter bimotor de transport amb capacitat de portar coets i míssils guiats antitancs. Va ser dissenyat a la fàbrica d'helicòpters Mil de Moscou (fundada per Mikhail Mil) com un derivat del Mil Mi-8 de Rússia, un dels models més populars al món pel seu comparatiu baix cost i alta capacitat de càrrega útil.
El cost operatiu per hora de vol és de l'ordre dels 900 dòlars. Es produeixen a les fàbriques de Ulan-Udè i Kazan, en aquesta factoria es fabriquen específicament els Mil Mi-17 per a les Forces Armades de Rússia, i el Mil Mi-172, una aeronau civil. Un Mil Mi-17 es sol diferenciar visualment de la sèrie Mil Mi-8T perquè aquests últims porten el rotor de cua sobre el costat dret, mentre que el Mil Mi-17 ho porta del costat esquerre.

## Disseny
És un helicòpter biturbina, pesant i de llarg abast per al transport de tropes o càrrega, té un tren d'aterratge fix amb tres rodes, capacitat per portar tancs de combustible externs, dissipadors de calor per reduir signatura calòrica, també pot ser armat i blindat (a costa de reduir la capacitat de càrrega).
Existeixen versions pel transport de passatgers civils, càrrega, guerra electrònica, radar, vigilància naval, combat i suport de soldats en terra, per a la lluita contra la insurrecció, narcotràfic, terrorisme, pirateria, escorta d'avions de combat d'atac a terra i rescat de soldats ferits en el camp de batalla.
Desenvolupat a partir de la base del fuselatge de l'anterior disseny del Mil Mi-8, el nou i modernitzat Mil Mi-17 va ser equipat amb els motors més potents Klimov Tv3-117MT, rotors nous i la transmissió desenvolupades pel disseny de la versió més moderna Mil Mi-14, una variant d'helicòpter naval i de transport de tropes, juntament amb les millores del fuselatge per poder transportar càrregues més pesants.
Les modificacions inclouen una nova porta gran en el costat dret, la millora del control d'APU dels motors incorporat, sistema d'alimentació de combustible als motors, controlat en forma electrònica FADEC, plaques d'armadura de Kevlar en tot l'àrea de la cabina i els motors. Alguns models també equipen una rampa de càrrega posterior, en comptes de les habituals portes de petxina, permetent carregar fins a un vehicle de la grandària d'un tot camí, per a operacions darrere de les línies enemigues.

## Variants

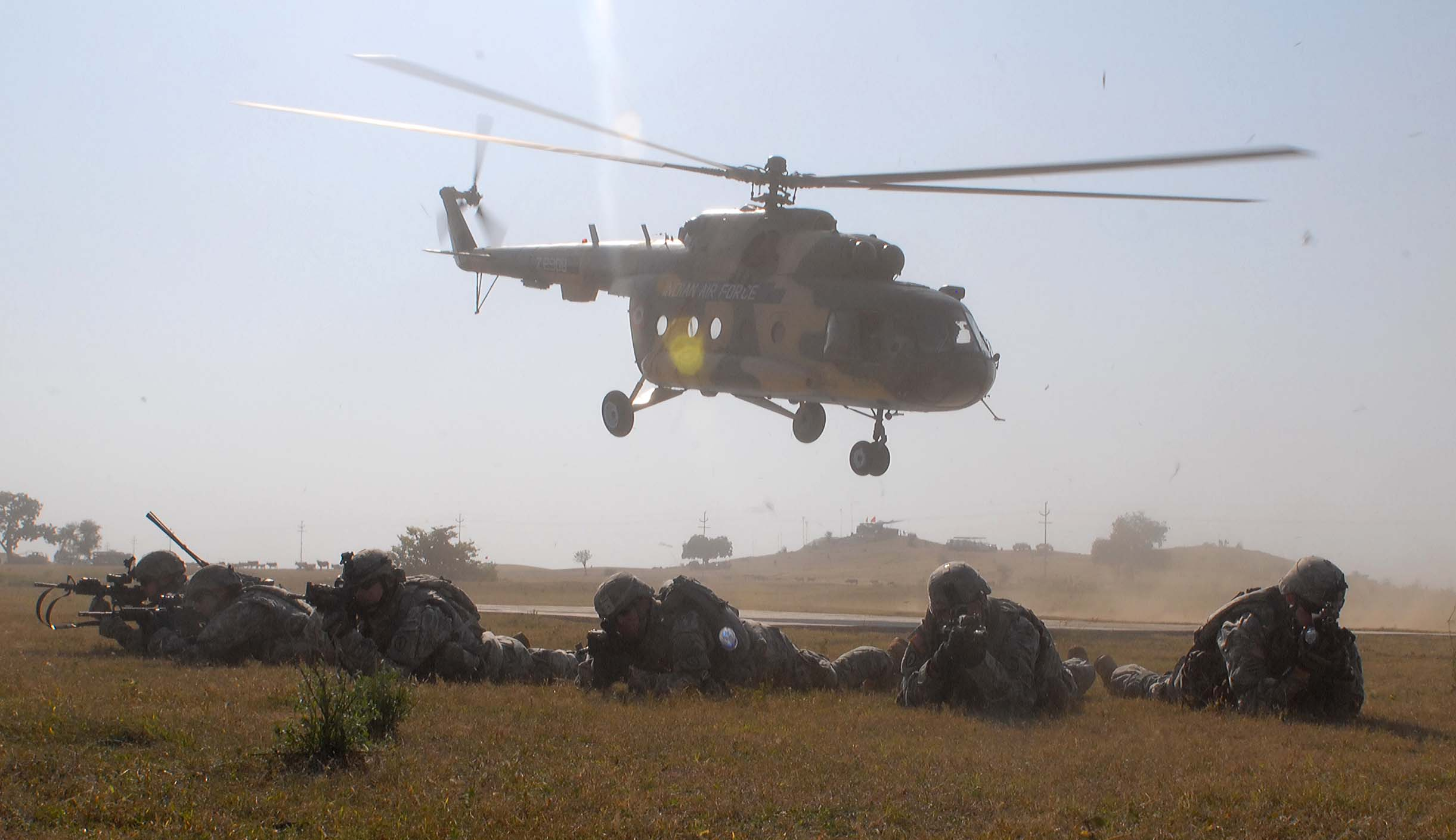
Soldats del US Army i de l'Exèrcit Indi en pràctiques amb un Mil Mi-17 de suport.

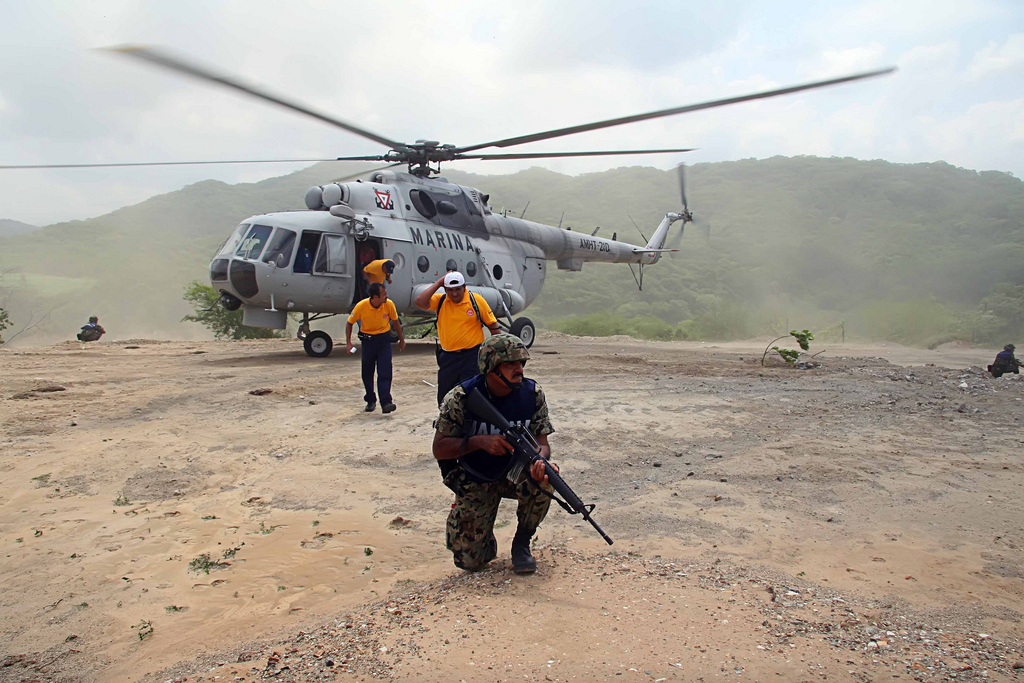
Mil Mi-17 de l'Armada Mexicana amb radar RDR-1500B i FLIR Star SAFIRE II.

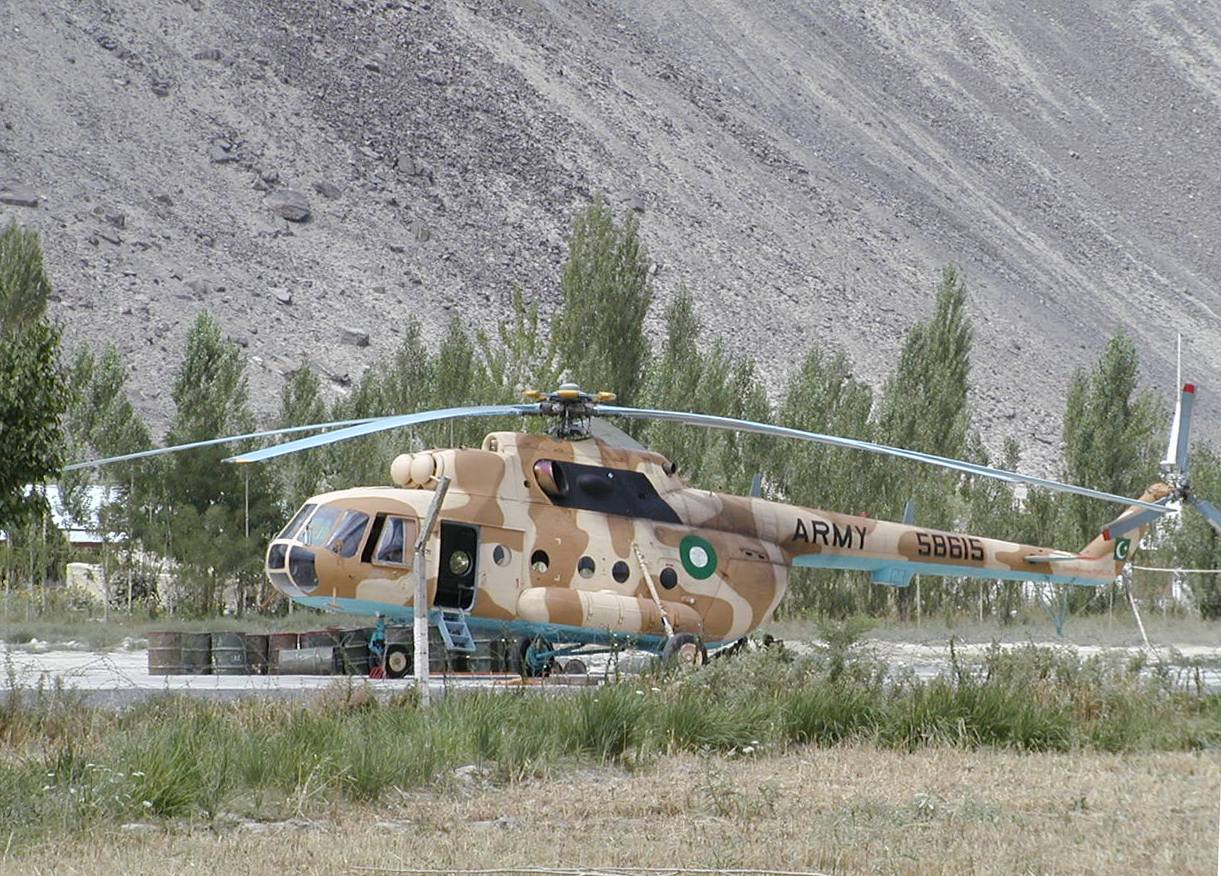
Mil Mi-17 de l'Exèrcit Pakistanès.

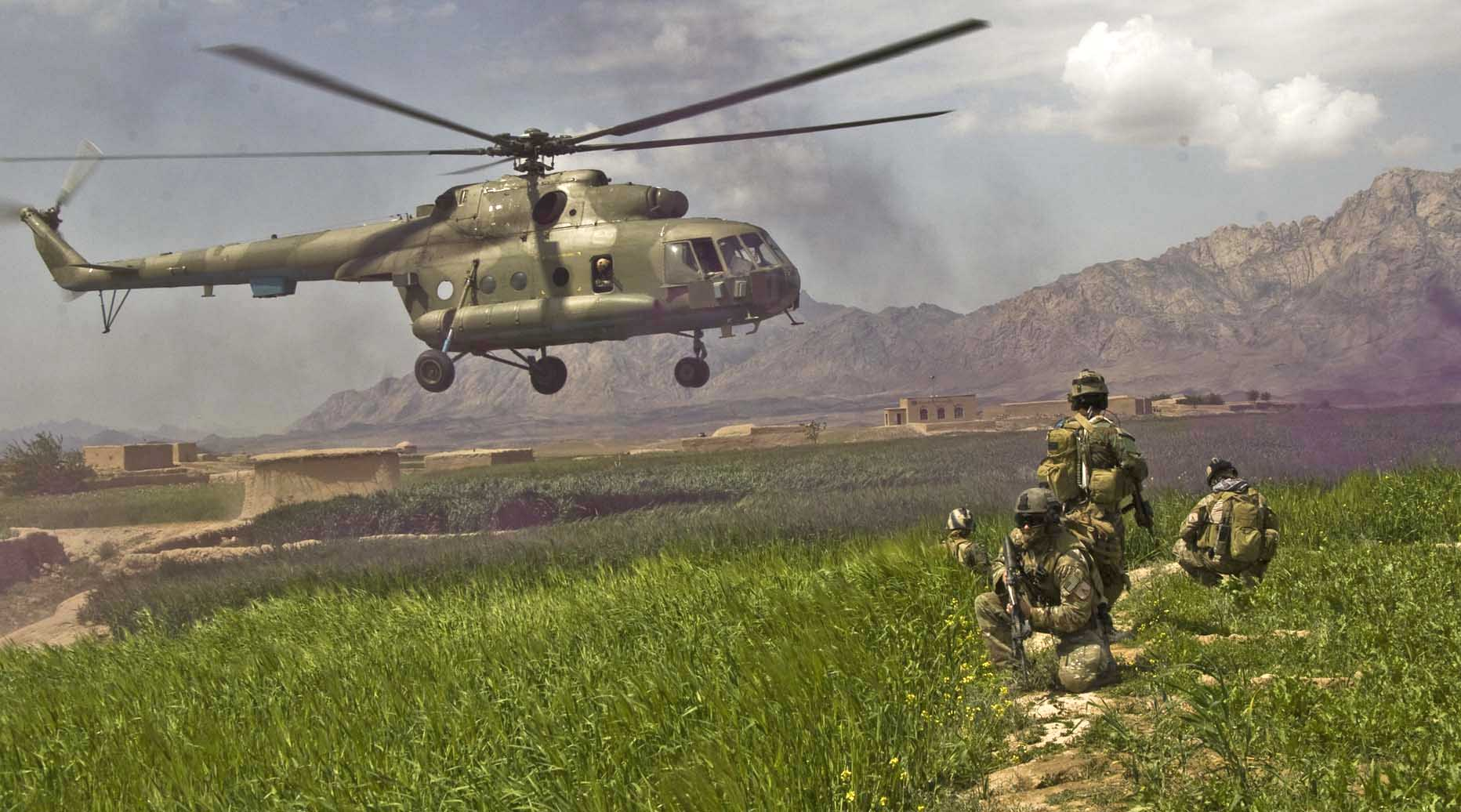
Mil Mi-17 a la província de Farah, Afganistan.

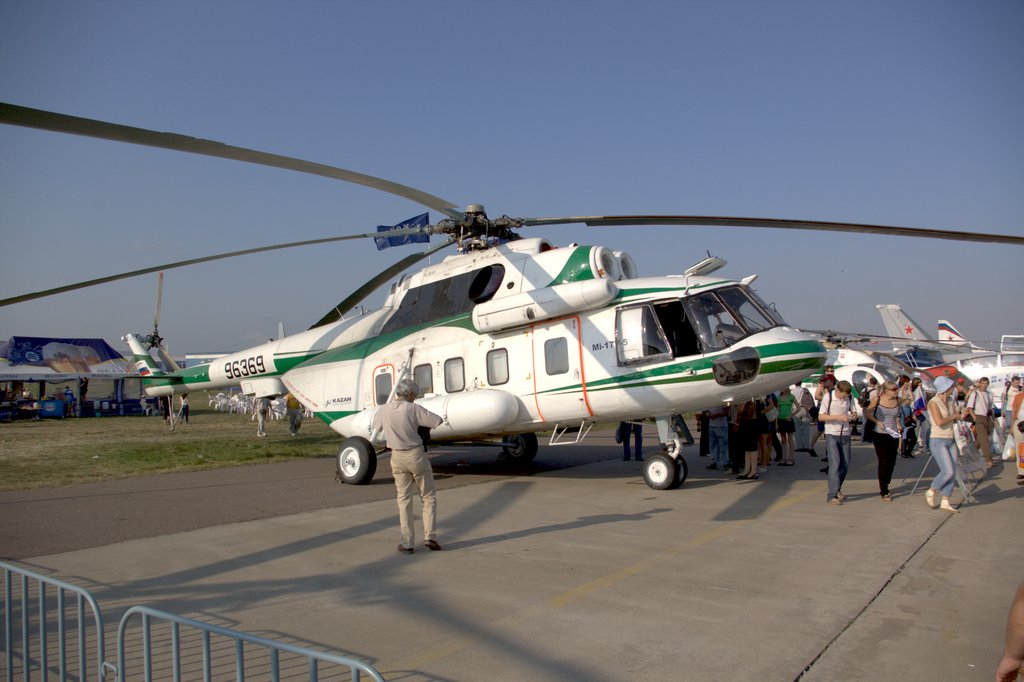
Mil Mi-17V-5.

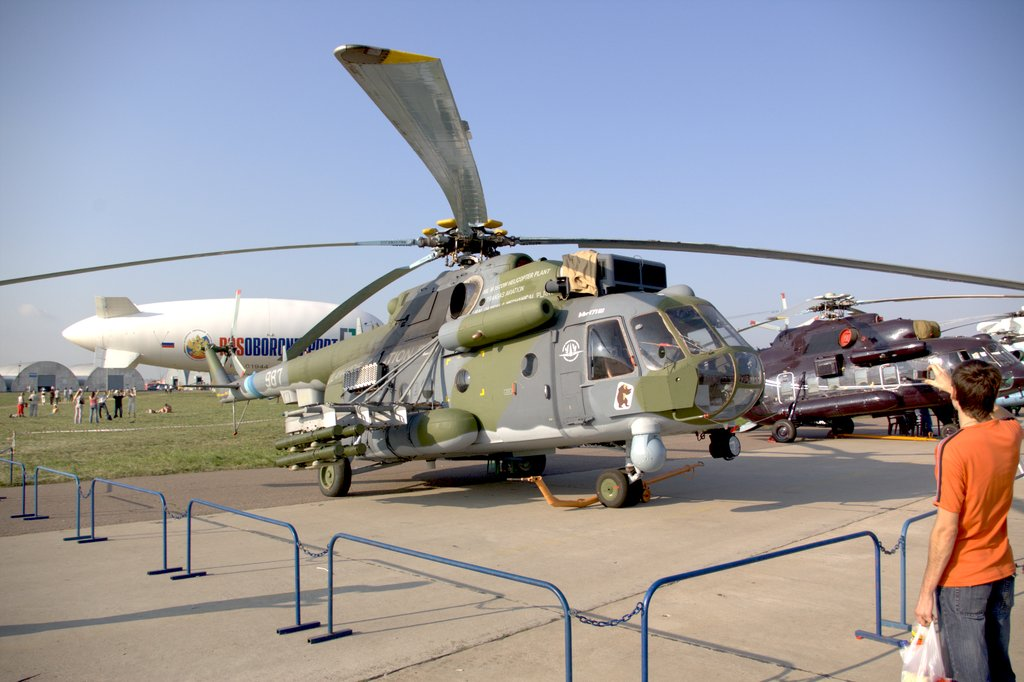
Mil Mi-171 Sh.

Mi-17
Versió millorada del Mi-8 encara que bàsica, propulsat per 2 motors turboeix Klimov Tv3-117MT.
Mi-17-1B (designació OTAN Hip-F)
Versió artillada.
Mi-17-1M
Versió per operar a gran altitud, propulsat per 2 motors turboeix Klimov Tv3-117VM.
Mi-17KF
Versió d'exportació equipat amb nova aviònica.
Mi-17
Versió d'exportació per a transport de passatgers.
Mi-17PG
Capacitat d'interferència electrònica, amb sistema d'interferència en banda H/I.
Mi-17PI
Capacitat d'interferència electrònica, amb sistema d'interferència en banda-D.
Mi-17PP (Mi-8MTPB)
Designació OTAN Hip-H de guerra electrònica. Versió amb capacitat d'interferència electrònica.
Mi-17AE
Versió de salvament marítim (SAR) i evacuació mèdica per a Polònia.
Mi-17 LPZS
Versió especialitzada per SAR d'Eslovàquia, 4 ordenades.
Mi-17 Z-2
Versió txeca per a guerra electrònica.
Mi-17-IVA
Versió medicalitzada.
Mi-18
Designació original del Mil Mi-17.
Mi-19
Versió per a comandament de tancs i infanteria motoritzada (basat en el fuselatge del Mi-8MT/Mi-17).
Mi-19R
Versió similar al Mi-19, però per a comandament d'artilleria (basat en el fuselatge de Mi-8MT/Mi-17).
Mi-8AMT
Versió del Mi-17 Hip-H desarmada per a transport civil.
Mi-8MT
Versió actualitzada del Mi-8T, propulsat per dos turbines Klimov Tv3-117MT de 3846 cv
Mi-8MTV
Versió Hot and High, equipat amb cabina pressuritzada i 2 motors turboeix Klimov Tv3-117VM.
Mi-8MTV-1 (Mi-17-IV)
Versió del Mi-8MTV de transport militar, armat i equipat amb radar, per a operacions a gran altitud.
Mi-8MTV-2
Versió militar del Mi-8MTV, equipat amb radar, 6 pilones porta coets, míssils i altres armes.
Mi-8MTV-3
Versió militar del Mi-8MTV-2, equipat amb 4 pilons d'armes.
Mi-8MTV-5-Ga
Versió civil del Mi-8MTV-5.

## Especificacions (Mil-17-1V)
Dades de Jane's All The World's Aircraft 2003–2004
Característiques generals
- Tripulació: Tres, 2 pilots i un enginyer
- Capacitat: 30 tropes o 12 lliteres o 4.000 kg de càrrega interna / 5.000 kg de càrrega externa (hissada amb estrops)
- Longitud: 18,47 m
- Diàmetre del rotor: 21,25 m
- Alçada: 4,76 m
- Superfície del disc 356 m²
- Pes buit: 7.489 kg
- Pes carregat: 11.100 kg
- Pes màxim d'enlairament: 13.000 kg
- Motors: 2×  turboeix Klimov TV3-117VM, 1.633 kW   cada un

 Rendiment 
- Velocitat màxima: 250 km/h (135 nusos)
- Abast: 465 km
- Sostre de servei: 6.000 m

Armament

- fins a 1.500 kg d'armament repartits en 6 punts (3 per banda) incloent coets, contenidors amb metralladores i bombes